# Aston Martin V12 Vantage GT3
Chronologie des modèles
Aston Martin DBRS9 Aston Martin Vantage AMR GT3
L'Aston Martin V12 Vantage GT3 est une Aston Martin V12 Vantage de compétition développée par Prodrive pour Aston Martin Racing. La voiture répondent à la réglementation technique du Groupe GT3.